# Kirche von Torrlösa

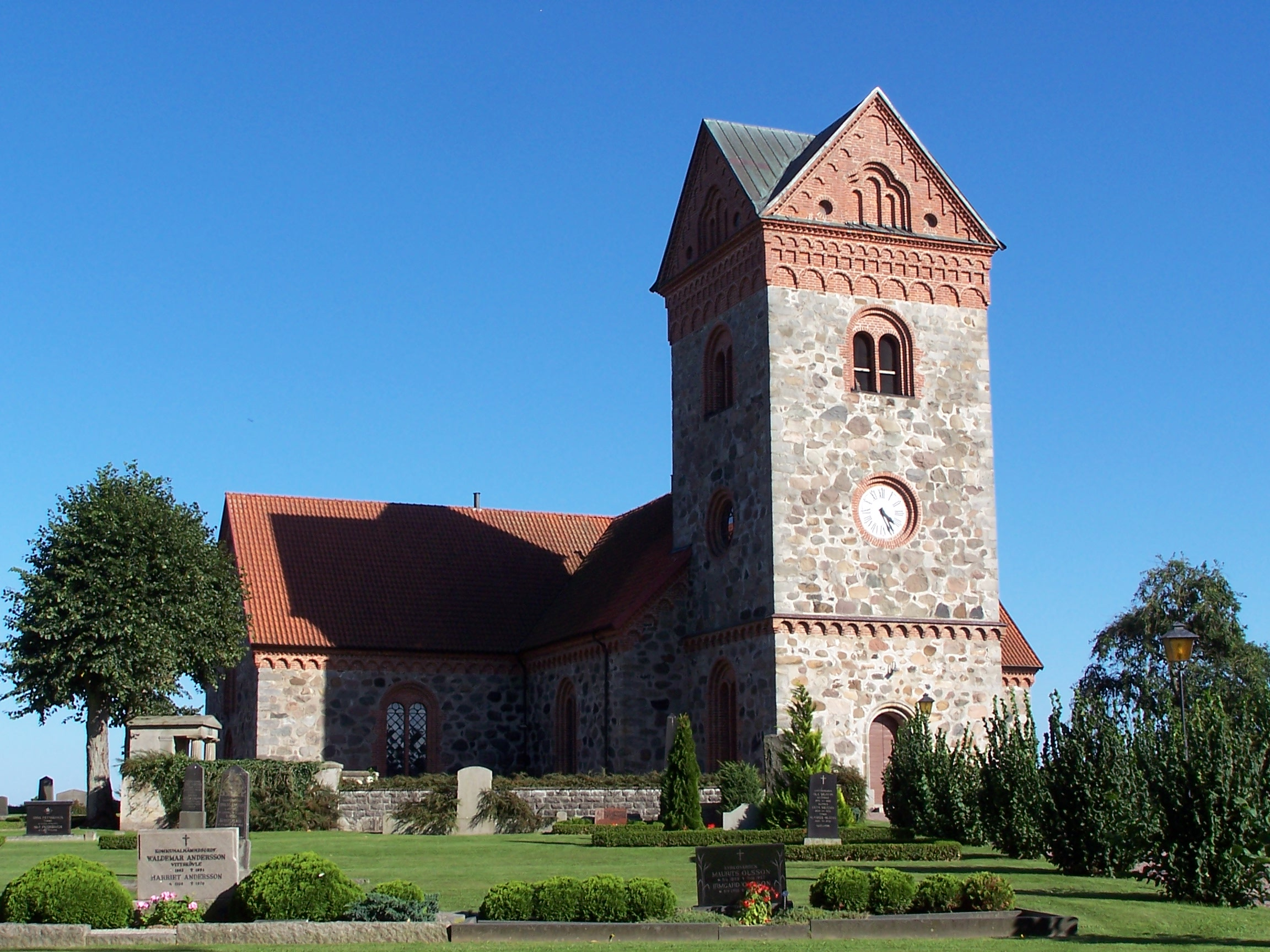
Die Kirche von Torrlösa

Die Kirche von Torrlösa (schwedisch Torrlösa kyrka) ist eine 1849 geweihte Kirche in dem schwedischen Ort Torrlösa. Sie wurde von Carl Georg Brunius entworfen und zwischen 1844 und 1849 aus Granit erbaut. Die Kirche liegt ungefähr zwei Kilometer von Svalöv in Schonen entfernt.
Die Kirche hatte einen kleineren mittelalterlichen Vorgängerbau mit einer 1614 angebauten Gruft der Gutsherrenfamilie Thott, in der auch die Astronomin Sophie Brahe als Witwe von Otto Thott beigesetzt wurde.
Aus der Sankt-Marien-Kirche in Helsingborg stammt die Orgel (Ende 16. Jh.). Auf ihr spielte einst Dietrich Buxtehude, als er Organist in Helsingborg war.
Die Barockkanzel wurde 1628 gebaut.